# Герб Порту-Санту
Ге́рб По́рту-Са́нту — офіційний символ міста Порту-Санту, Португалія. Використовується як територіальний герб. У срібному щиті зелене драконове дерево з трьома гілками, що росте на піску натурального кольору. Низ щита перетятий трьома хвилястими смугами — зеленою, срібною і зеленою. Щит увінчує срібна мурована міська корона з п'ятьма вежами.  Під щитом біла стрічка, на якій великими літерами напис португальською: «cidade do Porto Santo» (місто Порту-Санту).  Офіційно затверджений 2 серпня 1996 року. Створений на основі попереднього містечкового герба, ухваленого 14 січня 1947 року. 

## Галерея

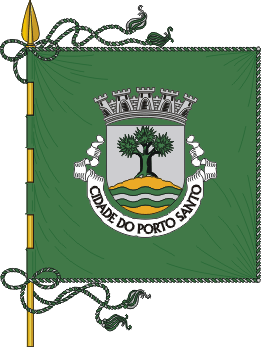
Прапор